# Calocera fusca
Calocera fusca är en svampart som beskrevs av Lloyd 1925. Calocera fusca ingår i släktet Calocera och familjen Dacrymycetaceae.   Inga underarter finns listade i Catalogue of Life.